# Firelight
Firelight er en maltesisk musikgruppe, dannet i 2013. Gruppen vandt den 8. februar 2014 den maltesiske forhåndsudvælgelse til Eurovision Song Contest med countrynummeret "Coming Home". De repræsenterede efterfølgende Malta med nummeret ved Eurovision Song Contest 2014 i København. Sangen kvalificerede sig videre fra den anden semifinale den 8. maj 2014 og opnåede siden en 23. plads ved finalen to dage senere.